# プルソニャック氏

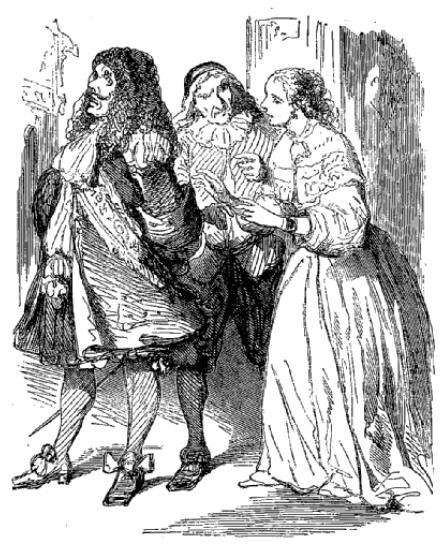
1851年に描かれた本作の挿絵

『プルソニャック氏』（仏語原題： Monsieur de Pourceaugnac ）は、モリエールの戯曲。3幕から成るコメディ＝バレ。1669年発表。シャンボール城にて同年10月6日初演。
ジャン＝バティスト・リュリ作曲、ピエール・ボーシャン振り付け。リュリは作曲だけでなく、医者役でこの芝居に出演した。

## 登場人物
- プルソニャック…弁護士。
- オロント…ジュリーの父親
- ジュリー…オロントの娘。エラストの恋人。
- ネリーヌ…狡猾な女。
- リュセット…田舎娘のふりをする女。
- エラスト…ジュリーの恋人。
- スブリガニ…狡猾な男。

## あらすじ

### 第1幕
ジュリーは、エラストを恋人に持つが、父親であるオロントからリモージュで弁護士をしているプルソニャックとの結婚を押し付けられている。パリまで彼が出てくるところまで話が進んでいる。何とか破談に持ち込みたいので、悪知恵の利くネリーヌやスブリガニを仲間に引き入れて、計画を企てる。プルソニャックが登場。パリに到着した。非常に趣味の悪い服装をしているので、すれ違う人という人に笑われてしまうが、彼はどうして笑われているのか理解できない。そこへエラストが登場。彼は「リモージュであなたの友人だった」とプルソニャックをだまし、信用させることに成功した。ぜひ私の家へ泊まって下さいと、エラストに誘われたプルソニャック氏は、その厚意に甘えることにしたが、実際に連れて行かれたのは、病人を直すどころか、すぐに死なせてしまうことで有名なボンクラ医者のところだった。わざと死なせているわけではないので、余計に性質が悪いのである。エラストはプルソニャックを頭のおかしくなった患者として引き渡した。医者に浣腸を迫られ逃げるプルソニャック。

### 第2幕
逃げたプルソニャックに腹を立て、ますます治療にやる気を出す医者。そこへスブリガニがやってきて、オロントのところへ行くように仕向けた。医者はプルソニャックは病人なので、完全に治癒してから結婚させたほうがよいと勧告し、オロントもそれを受け入れた。そこへフランドルの商人に扮装したスブリガニが登場。「プルソニャックは多額の借金を抱えている男で、あなたの娘さんの持参金を返済に充てるつもりのようですし、万が一結婚なんかしたら借金取りがあなたの家にも押し寄せてきますよ」とオロントに吹き込み、その一方でプルソニャックには「ジェリーはこのあたりじゃ貞節のない女として有名ですよ」と耳打ちする。
その策略が功を奏して、オロントもプルソニャックも、結婚の破談を言い出した。おまけに、そこへリュセットやネリーヌが登場し、プルソニャックと婚姻関係があったのに一方的に破棄された、などとウソを言い出した。立場を悪くして再び逃げ出すプルソニャックであったが、虚偽の事実を並べられて頭にきたので、弁護士に助けを求めるも、「重婚した者は絞首刑だ」と言われ、焦るプルソニャックであった。

### 第3幕
死にたくないプルソニャックは逃げる決意をするが、スブリガニに「誰もがあなたを捕まえようとしている」と言われ、女装して逃げることにした。ことばも女性風にして、良い気になっているプルソニャックであったが、二人の衛兵に言い寄られる羽目になってしまった。さらにそこへやってきた警吏に変装を見破られ、賄賂を要求されるなど、散々な目に遭うプルソニャックであったが、なんとかその警吏のおかげで、無事に街を脱出したのであった。
プルソニャックを追い出すのに成功したスブリガニは、ジュリーとエラストの結婚のために、彼らを巻き込んでもう一芝居打つことにした。ジュリーがプルソニャックを追って家を飛び出したということにして、オロントを不安にさせる。それをエラストが連れ戻すことで恩を売り、なおかつ結婚を認めさせようという計画である。計画は首尾よく実行され、父親のお墨付きを受けて、ジュリーとエラストの結婚は成立したのであった。

## 成立過程
ルイ14世の狩猟に同行して、モリエールとその劇団はシャンボール城に赴いており、数日間で本作を書き上げた。10月6日にルイ14世の御前で初演を行い、パリ市民にはパレ・ロワイヤルにて11月18日にお披露目された。モリエールが亡くなる1673年までの4年の間に、49回の上演を記録するなど、大好評を博した。
ジャン・リブー( Jean Ribou )によって、パリにて1670年に出版された。リュリによる楽譜は、1700年から10年の間に2冊出版されている。1つは、正確な年月日は不明であるが、ルイ14世に仕えていた「アンドレ・ダニカン・フィリドール( André Danican Philidor )」によって、台本を付する形で刊行され、もう1冊はヘンリー・フーコー( Henri Foucault )によって楽譜のみの形で出版された。

## エピソード
- プルソニャック( Pourceaugnac )はフランス語で豚を意味する言葉「( pourceau )」とリムーザン地域圏で使われる語尾「( gnac )」の合成語である。

## 日本語訳
- 『プールソーニャック氏』川島順平訳、（モリエール全集 第二卷 所収）、中央公論社、1934年
- 『プール・ソニャック氏』井村順一訳、（モリエール笑劇集 所収）、白水社、1959年

## 脚注

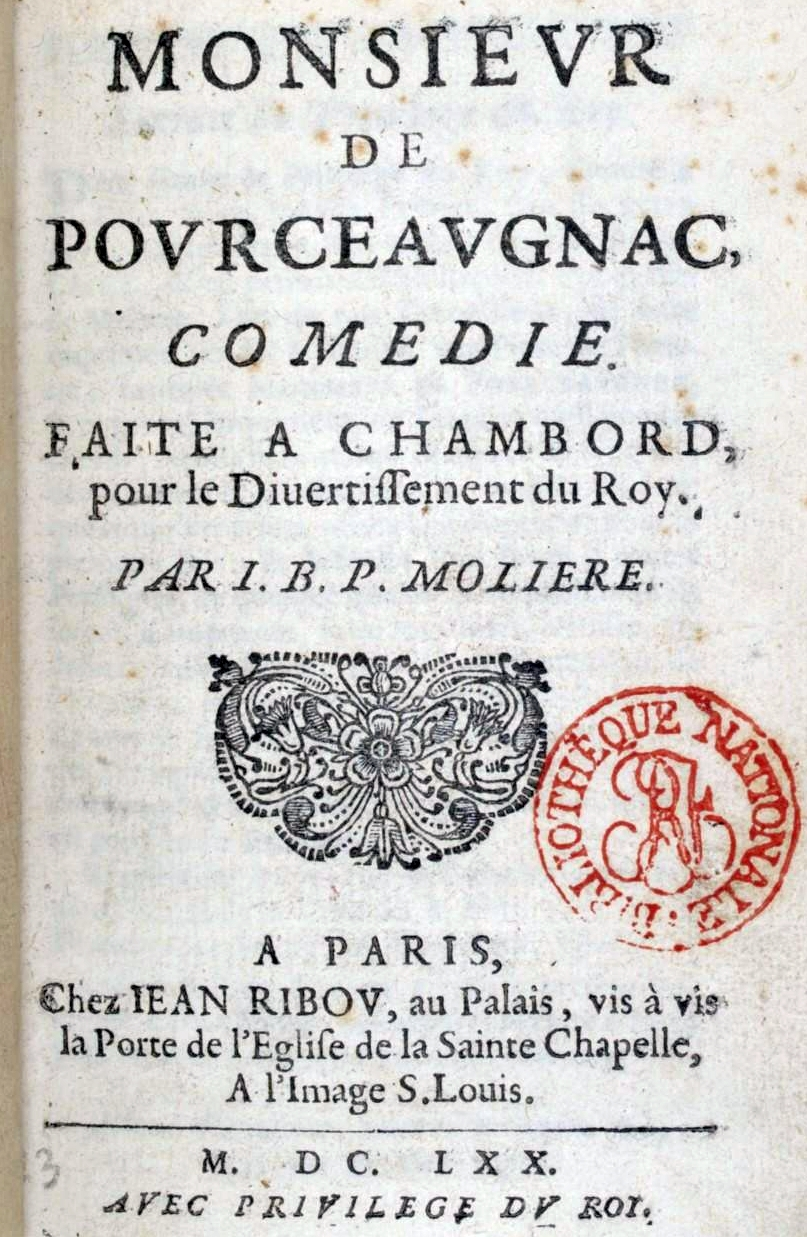
1670年に刊行された本作